# Trimix
Trimix is een gasmengsel dat in de duikindustrie voor het technische duiken wordt ingezet om op grotere diepte, dat wil zeggen vanaf ± 30 meter, veiliger en gezonder te duiken. Het grote effect van dit mengsel bestaat uit twee belangrijke delen, te weten:
1. Trimix voorkomt in beperkte mate stikstofnarcose.
2. Wie met trimix duikt heeft, afhankelijk van het gebruikte decompressiealgoritme, bij een sterk verminderde stikstofnarcose een nagenoeg gelijke of zelfs kortere decompressietijd dan bij het gebruik van nitrox.

Trimix bestaat in hoofdzaak uit een gasmengsel van zuurstof, stikstof en helium (kleine fracties kooldioxide en bijvoorbeeld argon, zoals die van nature in de omringende lucht voorkomen, worden buiten beschouwing gelaten). Het is dus een mengsel van drie gassen, vandaar de naam. Het doel van het helium is het terugdringen van de aandelen stikstof en zuurstof. Hoe minder stikstof er ingeademd wordt, hoe minder er in het lichaam wordt opgenomen. Hoe minder zuurstof hoe kleiner de kans op zuurstofvergiftiging. Een bijkomend voordeel is dat de dichtheid van helium een factor 7 lager is dan die van lucht en daardoor gemakkelijker te ademen is op diepte en daarmee de kans op CO2-retentie (het vasthouden van kooldioxide) verkleint.
Bekende en veel gebruikte gasmengsels zijn (zuurstofpercentage/heliumpercentages):
- TX 30/30 (triox, zie de paragraaf hieronder)
- TX 21/35
- TX 18/45
- TX 15/55
- TX 10/70

In het trimixmengsel zit altijd nog een beperkte hoeveelheid stikstof, in ieder geval minder dan 79%. Een mengsel van uitsluitend zuurstof en helium heet heliox. Trimix ontstaat door het mengen (blenden) van de individuele gassen O2 en helium. De flesdruk van 200 of bijvoorbeeld 300 bar wordt verkregen door het 'afpersen' (optoppen) met perslucht vanuit een compressor of booster.
Trimix is minder geschikt (en eigenlijk ook niet echt nodig) voor recreatief duiken, met name vanwege de hoge prijs (12 liter kost ± € 16). Verder vereist trimix een bijzonder goede controle van het drijfvermogen (buoyancy), doordat helium sneller tot belvorming leidt dan stikstof. Een ongecontroleerde opstijging leidt dus in geval van het gebruik van helium eerder tot decompressieziekte.
Er zijn overigens nog meer nadelen aan het gebruik van helium. Deze zijn:
1. De opstijgsnelheid wordt belangrijker, gezien het snelle uitwassen van helium. Helium wordt snel door het lichaam geabsorbeerd. Een ongecontroleerde opstijging leidt dus in geval van het gebruik van helium eerder tot decompressieziekte. De totale hoeveelheid opgenomen helium is minder dan bij stikstof het geval zou zijn en helium wordt tevens sneller uitgewassen dan stikstof. Het maken van diepere decompressiestops is dus noodzakelijk, maar daar staat tegenover dat de totale decompressietijd korter is.
2. Helium is een zeer goede geleider van warmte. Duikers met een droogpak moeten om deze reden nog een extra gasvoorraad en automaat meenemen met perslucht of argon om de afkoeling in het droogpak te beperken.
3. De relatief hoge kosten. Dit is een reden voor sommige duikers die zeer vaak zeer diep duiken om gebruik te maken van een rebreather.
4. Het is lang niet overal te verkrijgen. Dit maakt het gebruik van trimix soms tot een logistiek complexe operatie.

## Triox
De naam triox wordt gebruikt voor een hyperoxisch trimix-gasmengsel. Meestal is dit een mix van ongeveer 30% zuurstof en ongeveer 30% helium. Dit gasmengsel wordt gebruikt tot dieptes van maximaal 36 meter. Dit gas wordt gekozen om de narcotische werking en decompressie binnen de perken te houden. De verhoogde hoeveelheid zuurstof zorgt voor een vermindering van de decompressieverplichting en het helium zorgt voor een verlaging van de narcotische werking van het gas.